# Diaspora bretonne

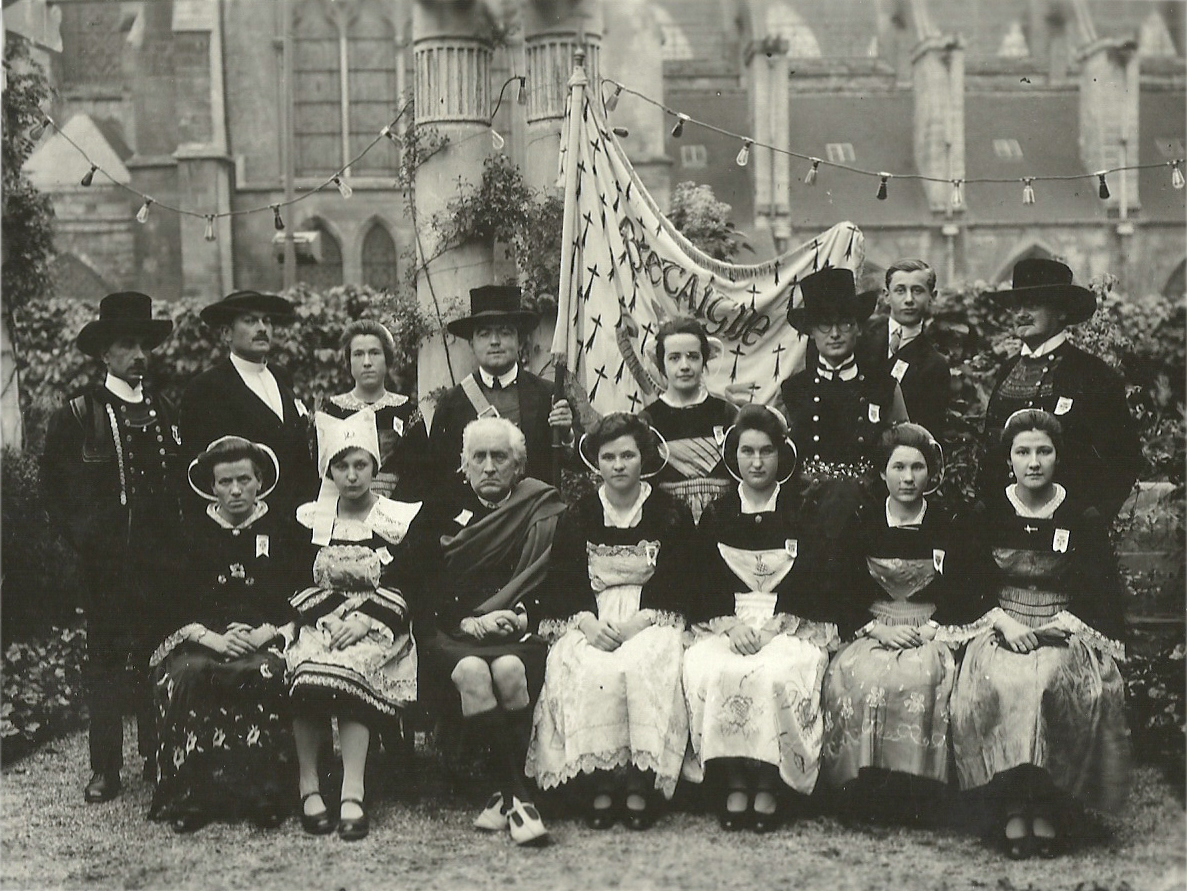
Bretons du cercle celtique « Korollerien Breiz-Izel » à Compiègne, en 1923.

La diaspora bretonne désigne l'ensemble des populations issues de la Bretagne, en France, et qui a émigré de façon temporaire ou permanente hors des frontières de cette région, tout en conservant des liens avec celle-ci.